# マダラドチザメ
マダラドチザメ（Ctenacis fehlmanni）はタイワンザメ科に属するサメの一種。
長年、マダラドチザメ属に属する唯一のサメであると考えられていたが、2024年にタイワンザメ属とされていたMagnificent catsharkCtenacis magnificumが同属に属することが妥当とされるようになり、現在、マダラドチザメ属は1属2種となっている。

## 分布
インド洋のソマリア沖、水深70-170mの大陸棚で採集された1個体の成熟した46cmの雌に基づき記載、その後、ロシアの調査でソマリア沖での生息を再確認、2011年にオマーン沖のアラビア海から未成熟2個体、妊娠個体含む成熟した3個体、計5個体の標本が追加された
。

## 形態
体はやや太く、吻は短くて円い。前鼻弁は小さく、その後端は口よりかなり前にある。口角部に小さな唇褶がある。第一背鰭の起部は胸鰭後端の上にあり、第二背鰭は臀鰭よりわずかに前にある。体には赤褐色の鞍状斑があり、各斑紋の間や鰭には円状の小斑点や垂直線を有する。胎生で雌は少なくとも44cm以上で成熟する。

## 引用文献と参考文献
1. ↑  Cronin, E.S. 2009. Ctenacis fehlmanni. The IUCN Red List of Threatened Species 2009: e.T161499A5437452. doi:10.2305/IUCN.UK.2009-2.RLTS.T161499A5437452.en Downloaded on 25 July 2016.
2. ↑  Compagno, Leonard JV. (1973), Ctenacis and Gollum, two new genera of sharks (Selachii; Carcharhinidae)
3. ↑  “Reallocation of the magnificent catshark Proscyllium magnificum Last & Vongpanich, 2004 to the genus Ctenacis Compagno, 1973 (Carcharhiniformes: Proscylliidae)”. 2024年10月27日閲覧。
4. ↑  S. Springer (1968). “Triakis fehlmanni, a new shark from the coast of Somalia”. Proceedings of The Biological Society of Washington 81:  613-624.
5. ↑  David A.Ebert and Edoardo Mostarda (2013). Identification guide to the deep-sea cartilaginous fishes of the Indian Oceanl=African Journal=Publisher: Food and Agriculture Organization. pp. 67.
6. 1 2  Aaron C. Henderson and Alan J. Reeve (2011). Noteworthy elasmobranch records from Omanljournal=African Journal of Marine Science. 33(1). pp. 171-175.
7. ↑  仲谷一宏 (2016). サメ-海の王者たち-改訂版. ブックマン社. pp. 45より引用

- Froese, Rainer and Pauly, Daniel, eds. (2006). "Ctenacis fehlmanni" in FishBase. May 2006 version.